# إجنازيو دوناتي
إجنازيو دوناتي (بالإنجليزية: Ignazio Danti) (و. 1536 – 1586 م) هو عالم فلك، ورسام الخرائط، ورياضياتي، وقس، وبروفسور ولد في بيروجيا. 
توفي في ألاتري، عن عمر يناهز 50 عاماً.

## مناصب
تولى منصب أسقف.